# MBM (Formule 1)
MBM is een voormalig autoraceteam van Peter Monteverdi dat in 1961 in de Formule 1 uitkwam.

## Racewagen
De MBM Formule 1-racewagen werd gebouwd door MBM Automobile uit Binningen. Het was een grotere versie van de MBM Formule Junior type D. Het buizenframe had een vergelijkbare architectuur, maar MBM gebruikte stalen buizen met een grotere diameter. Een deel van het frame kon gedemonteerd worden om het vervangen van de motor te vergemakkelijken. De wielbasis was 10 cm langer dan de Formule Junior type D, de spoorbreedte voor en achter bleef gelijk. Ook de ophanging van de Formule 1-auto was identiek aan die van de Formule Junior type D. De stuurinrichting was een tandheugelbesturing uit de Renault Dauphine sedan. De wagen had schijfremmen van Dunlop vooraan en trommelremmen van Porsche achteraan. De carrosserie van de MBM Formule 1 was gemaakt van aluminium.
De wagen werd aangedreven door een 1,5L viercilinder boxermotor van Porsche. Dit was niet de motor die Porsche gebruikte in zijn eigen 787 Formule 1-wagen. Omdat Porsche weigerde een motor te leveren kocht Monteverdi een complete Porsche 718, verwijderde de motor en installeerde deze in zijn eigen voertuig. De brandstofvoorziening bestond uit twee dubbele carburateurs van Weber. De motor ontwikkelde ongeveer 110 pk, wat beduidend minder was dan de motoren van de gevestigde teams die speciaal afgestemd waren op de Formule 1.
De constructie van de wagen werd voltooid in juni 1961, er werden twee exemplaren gebouwd.

## Races
De eerste race van de MBM Formule 1 vond plaats op 23 juli 1961 tijdens de Solitude Grand Prix bij Stuttgart. Dat jaar mochten er voor het eerst Formule 1-auto's deelnemen aan de race. Het was echter geen kampioenschapsronde in de Formule 1. Er zijn geen kwalificatietijden gedocumenteerd, Monteverdi mocht met "geen tijd" starten vanop de laatste startplaats. De race werd gewonnen door Team Lotus, Monteverdi moest al na amper twee ronden opgeven met motorproblemen.
Naar eigen zeggen nam Monteverdi met de MBM Formule 1 ook deel aan enkele heuvelklimwedstrijden, maar officiële gegevens bestaan hierover niet.
De wagen werd ook ingeschreven voor de Grand Prix Formule 1 van Duitsland die gereden werd op 6 augustus 1961, maar het team gaf forfait en verscheen niet aan de start.
Op 1 oktober 1961 kwam de wagen voor het laatst in actie tijdens de ACS circuitrace op de Hockenheimring. Peter Monteverdi leidde aanvankelijk de race maar zijn wagen ging in de 11e ronde van de baan, waarbij hij ernstig gekwetst raakte. De MBM Formule 1 was onherstelbaar beschadigd en werd niet herbouwd. Peter Monteverdi gaf het autoracen definitief op en liet het wrak eind 1961 betonneren in de fundering van zijn nieuwe werkplaats in Binningen. Het tweede exemplaar werd tot 2016 tentoongesteld in het Monteverdi Automuseum.